# Фінал кубка Азії з футболу 2019
Фінал Кубка Азії 2019 року — футбольний матч для визначення найкращої команди Кубка Азії 2019 року, що пройшов на стадіоні «Шейх Заєд» в Абу-Дабі 1 лютого 2019 року. У матчі взяли участь збірні Японії і Катару.
Для Японії це був п'ятий фінал в історії, при цьому усі чотири попередніх фінали закінчувались для японців здобуттям титулу. Для Катару же навпаки це став лише історичний перший фінал, але команда дійшла до нього вкрай впевнено, вигравши усі попередні шість ігор на цьому турнірі з різницею м'ячів 16:0. Саме Катар і став переможцем турніру, здолавши японців у фіналі з рахунком 3:1.

## Стадіон
Матч прийняв стадіон «Шейх Заєд» в Абу-Дабі, який є найбільшим стадіоном в ОАЕ з місткістю 43 000 осіб і був побудований в 1980 році. На арені в основному виступає національна збірна ОАЕ.
На цьому стадіоні вже проходив ряд матчів, в тому числі фінал Кубка Азії 1996 року, а також кілька Клубним чемпіонатів світу, останній з яких лише за кілька місяців до цього матчу в грудні 2018 року.

## Шлях до фіналу
| Поз | Команда      | І | В | Н | П | ГЗ | ГП | РГ | О |
| --- | ------------ | - | - | - | - | -- | -- | -- | - |
| 1   | Японія       | 3 | 3 | 0 | 0 | 6  | 3  | +3 | 9 |
| 2   | Узбекистан   | 3 | 2 | 0 | 1 | 7  | 3  | +4 | 6 |
| 3   | Оман         | 3 | 1 | 0 | 2 | 4  | 4  | 0  | 3 |
| 4   | Туркменістан | 3 | 0 | 0 | 3 | 3  | 9  | −6 | 0 |

| Поз | Команда           | І | В | Н | П | ГЗ | ГП | РГ  | О |
| --- | ----------------- | - | - | - | - | -- | -- | --- | - |
| 1   | Катар             | 3 | 3 | 0 | 0 | 10 | 0  | +10 | 9 |
| 2   | Саудівська Аравія | 3 | 2 | 0 | 1 | 6  | 2  | +4  | 6 |
| 3   | Ліван             | 3 | 1 | 0 | 2 | 4  | 5  | −1  | 3 |
| 4   | Північна Корея    | 3 | 0 | 0 | 3 | 1  | 14 | −13 | 0 |

## Матч

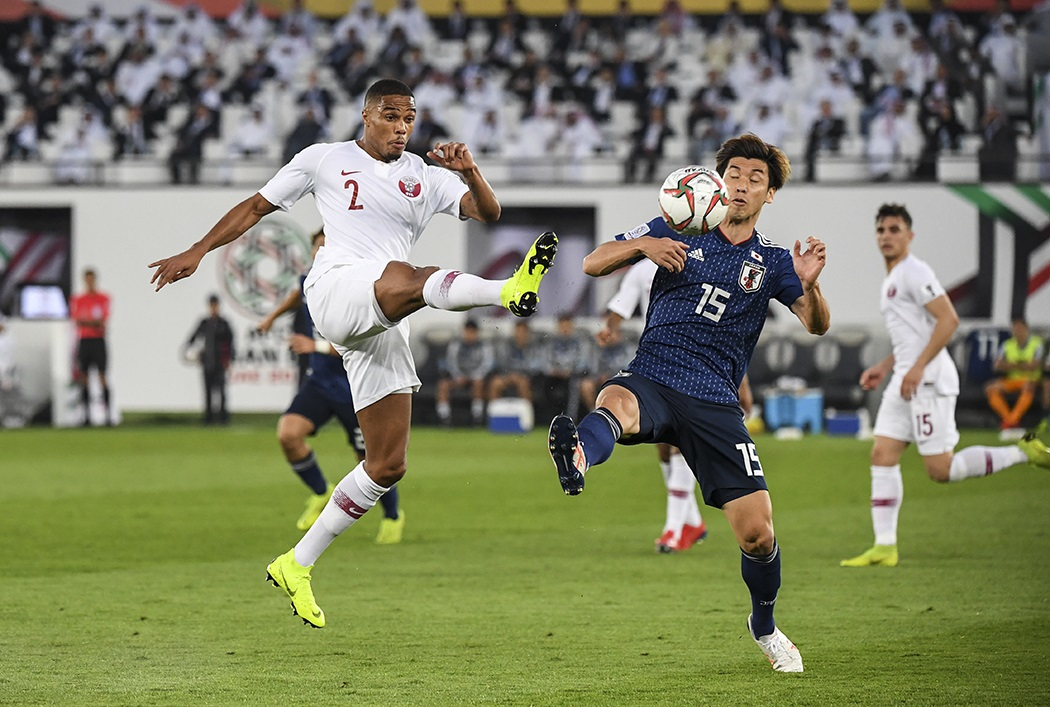

Вже на 12-й хвилині зустрічі найкращий бомбардир турніру (9 голів у 6 матчах), 22-річний Алмоез Алі ударом через себе відкрив рахунок в матчі. Через 15 хвилин його підтримав Абдулазіз Хатем і ударом в «дев'ятку» зробив рахунок 0:2.
Другий тайм активніше почали японці. На 69-й хвилині зустрічі Такумі Мінаміно зробив рахунок 1:2 після передачі Осако в штрафний майданчик, який став першим і єдиним пропущеник Катаром протягом турніру. Але вже на 82-й хвилині трапився ключовий момент всього матчу — Мая Йосіда зіграв рукою у штрафному майданчику своєї збірної і арбітр після використання VAR призначив пенальті. 11-метровий удар підійшов виконувати Акрам Афіф і послав м'яч в лівий нижній кут воріт, встановивши остаточний рахунок 1:3.
| 1 лютого 2019 18:00 GST |

| Японія       | 1–3      | Катар                                 |
| ------------ | -------- | ------------------------------------- |
| Мінаміно 69' | Протокол | Алі 12' Хатем 27' Ак. Афіф 83' (пен.) |

| «Шейх Заєд», Абу-Дабі Глядачів: 36,776 Арбітр: Равшан Ірматов (Узбекистан) |

| Японія | Катар |

| GK               | 12 | Сюїті Гонда      |     |     |
| RB               | 19 | Хірокі Сакаї     | 86' |     |
| CB               | 16 | Такехіро Томіясу |     |     |
| CB               | 22 | Мая Йосіда       | 82' |     |
| LB               | 5  | Юто Нагатомо     |     |     |
| RM               | 8  | Генкі Харагуті   |     | 62' |
| CM               | 7  | Гаку Сібасакі    | 20' |     |
| CM               | 18 | Цукаса Сіотані   |     | 84' |
| LM               | 21 | Ріцу Доан        |     |     |
| CF               | 15 | Юя Осако         |     |     |
| CF               | 9  | Такумі Мінаміно  |     | 89' |
| Заміни:          |    |                  |     |     |
| FW               | 13 | Йосінорі Муто    |     | 62' |
| MF               | 14 | Дзюня Іто        |     | 84' |
| MF               | 10 | Такасі Інуї      |     | 89' |
| Головний тренер: |    |                  |     |     |
| Хадзіме Моріясу  |    |                  |     |     |

| GK                | 1  | Саад аш-Шіб        |       |       |
| CB                | 15 | Бассам аль-Раві    |       |       |
| CB                | 16 | Буалем Хухі        |       | 61'   |
| CB                | 4  | Тарек Салман       |       |       |
| RWB               | 2  | Ро-Ро              | 90+3' |       |
| LWB               | 3  | Абделькарім Хассан |       |       |
| CM                | 10 | Хассан аль-Хайдос  |       | 74'   |
| CM                | 6  | Абдулазіз Хатем    |       |       |
| CM                | 23 | Ассім Мадібо       |       |       |
| CF                | 11 | Акрам Афіф         | 84'   |       |
| CF                | 19 | Алмоез Алі         |       | 90+6' |
| Заміни:           |    |                    |       |       |
| MF                | 14 | Салем аль-Хаджрі   |       | 61'   |
| MF                | 12 | Карім Будіаф       |       | 74'   |
| FW                | 7  | Ахмед Алаелдін     |       | 90+6' |
| Головний тренер:  |    |                    |       |       |
| Фелікс Санчес Бас |    |                    |       |       |

| Гравець матчу: Акрам Афіф (Катар) Помічники арбітра: Абдухамідулло Расулов (Узбекистан) Яхонгір Саїдов (Узбекистан) Четвертий арбітр: Ma Ning (Китай) Резервний помічник арбітра: Хуо Веймін (Китай) Відеоасистент арбітра: Паоло Валері (Італія) Помічник відеоасистента: Мухаммад Такі (Сінгапур) Кріс Біт (Австралія) | Регламент - 90 хвилин. - 30 хвилин додаткового часу за необхідності. - Післяматчеві пенальті, якщо рахунок все ще рівіний. - Максимум три заміни, четверта — у додатковий час. |

## Після матчу

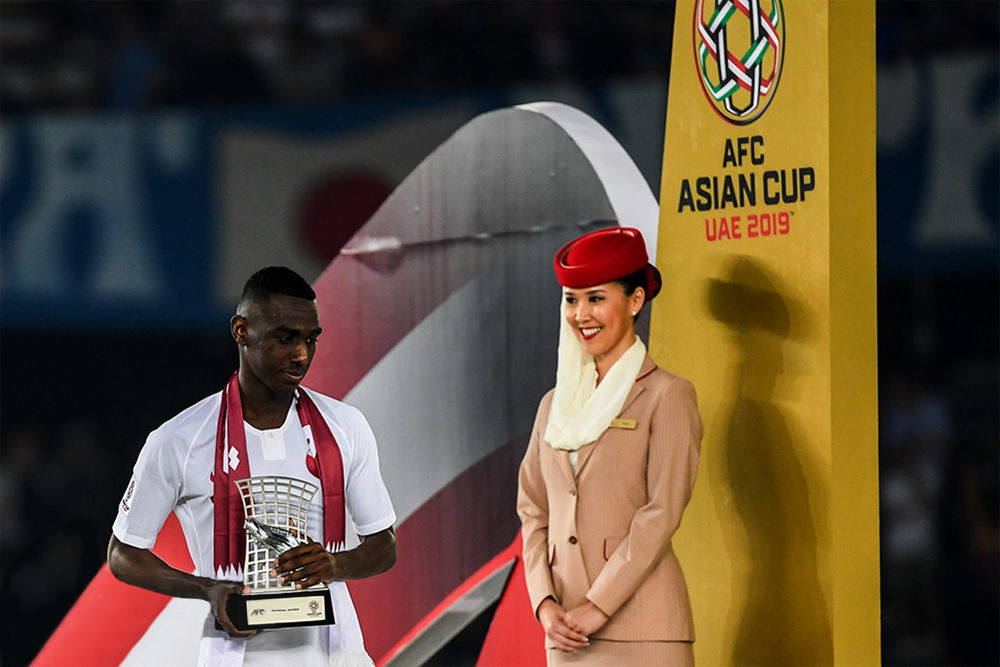
Алмоез Алі отримує нагороду найкращого бомбардира, а також нагороду MVP як найкращий гравець турніру.

З перемогою над Японією Катар отримав свій перший титул чемпіонату Азії, ніколи до цього не просуваючись далі чвертьфіналу, і став лише дев'ятою збірною в історії, що виграла цей турнір. Матч став першою поразкою Японії на турнірі після шести поспіль перемог перед тим, а також їх перша поразка в фіналі Кубка Азії, вигравши попередні чотири фінальні матчі. Катар завершив турнір ідеальним результатом, вигравши всі сім матчів на шляху до титулу.
Катарці за турнір забили 19 голів, а їх воротар, Саад аш-Шіб, у всіх іграх, крім фіналу, залишав свої ворота «сухими», за що був визнаний найкращим воротарем турніру. Інший гравець збірної-переможця, Алмоез Алі, забив 9 голів протягом турніру, ставши найкращим бомбардиром кубка, а також побив попередній рекорд іранця Алі Даеї, який забив 8 голів у Кубку Азії 1996 року.
Катарець Акрам Афіф був названий найкращим гравцем фіналу, забивши у ньому гол з пенальті, а також віддавши дві гольових передачі. В цілому він закінчив турнір з десятьма асистами, більше за будь-якого гравця. Збірна Японії отримала нагороду Fair Play, як команда з найкращим дисциплінарним результатом на турнірі.